# Johann Martin Schleyer
Johann Martin Schleyer (18 de juliol de 1831 – 16 d'agost de 1912) fou un sacerdot catòlic alemany que va crear el volapük, una llengua artificial.
Després de ser ordenat sacerdot el 1856, Schleyer va dur a terme la seva tasca pastoral en diverses parròquies. Durant la Kulturkampf (conflicte entre l'Estat i l'Església), fou arrestat i va passar quatre mesos a la presó (el 1875) per predicar contra el socialisme sent parroquià de Krumbach. Posteriorment, entre 1875 i 1885 treballà a la parròquia de Sant Pere i Sant Pau a Litzelstetten (a la vora del llac Constança), on el 1879 tingué la idea de crear una llengua que facilités les relacions entre pobles, a la que després anomenaria volapük. Més tard, Schleyer diria que va ser Déu qui el va guiar en aquesta tasca.
Schleyer també era editor de la revista de poesia catòlica Sionsharfe. El 1885, es retirà a causa de problemes de salut i el 1894 el papa Lleó XIII el va fer prelat. Va morir a Constança el 1912.
El 2001 es va fundar el Comitè Internacional per la beatificació del prelat Johann Martin Schleyer (1831-1912).